# 望叢祠
望叢祠位於四川省成都市郫都区郫筒街道，是一座纪念古蜀国望帝杜宇和丛帝鳖灵的祀祠，也是中国西南地区唯一一祠祭二主的帝王陵，现存建筑主要建于清代。1991年4月16日公佈為四川省第三批文物保護單位。望丛祠是国家AAAA级旅游景区。

## 历史
望丛二帝在四川古蜀文化中占有重要地位。春秋时期，杜宇与“梁”族人通婚，率领蜀人迁往成都平原，建立蜀国，建都郫邑，大力发展农业，向东部巴族人输出农业技术。丛帝鳖灵“决玉垒山以除水害”，早于秦国李冰开凿宝瓶口，东引沱江，他受禅继承了望帝的王位，建立了开明王朝，流传了12代，公元前316年被秦国摧毁。望帝、丛帝被誉为“天府前驱，蜀中先导”。为了纪念他们的丰功伟绩，人们建立了祠堂。
最初，望丛二帝分祀。望帝庙原位于玉垒山脚下（现都江堰二王庙，祀李冰父子），称崇德寺。南北朝时期，益州刺史刘季连将其迁至郫县，并与丛帝庙合并。宋仁宗康定二年（1041年），赵可度奉命修缮。它于1052年重建。明末清初毁于战火，只剩下杜宇与鳖灵墓。1747年，清乾隆年间，知县李馨以“伐石表道”和“始禁樵采”的方式保护这两座墓葬。望丛祠于1834年重建，占地22亩。1907年，增“听鹃楼”建在寺院东侧。民国四年（1915年），祠堂后面建了一个公园，后来逐渐荒废。1919年，督军熊克武在此驻扎，并拨款兴建寺庙。1965年，寺内的古柏突然被虫害。县人民政府及时拨付资金组织人员抢救，并多次修缮围墙。文化大革命期间，望丛祠遭到破坏，仅存两座陵墓。1981年，郫县人民政府将望丛祠列为第一批县级文物保护单位。1982年以来，郫县人民政府对望丛祠进行了维护和扩建，从1.33万平方米扩大到5.4万平方米，形成了今天的规模。1991年，望丛祠被公布为四川省文物保护单位。

## 现状
望丛祠占地82亩（5.4万平方米）。祠堂内有一面红色影壁，约一丈高，上面有但懋辛写的“望丛祠”三个大字。影壁与围墙相连。影壁两侧都有大门，形状像拱门，对称而开，此布局仿照大禹陵的形式，与一般的祠庙不同。东侧的门上写着“功在田畴”，西侧的门上写着“德垂揖让”，概括了二帝的贡献。祠堂四周是红墙。照壁后的望丛二帝纪念堂有二帝的铜像。纪念堂旁是二帝的陵墓。两座坟墓面对面矗立着，一前一后。寺内还有几十棵古柏，是清道光十五年（1835年）栽植的。寺内古建筑有：听鹃楼、高船房、矮船房、风雨轩、小桥、凉亭等。望帝陵高15米，周长205米，是四川最大、最古老的帝王陵墓；丛帝陵呈圆锥形，高10米，周长100米。目前，寺内有宋代张俞的《蜀望丛帝新庙碑记》、宋代陈皋的《杜宇鳖灵二坟记》、清代张日晸的《岷阳新庙望丛古帝碑》等古代石刻。同时，望丛祠也是望丛博物馆所在地。
此外，望丛祠旁还有游客中心，游客可以在游客中心了解到“郫县豆瓣”的历史与制作工艺，以及其他郫都区的农产品与非遗产品。游客中心还提供中英双语讲解。

## 祭祀活动
传说望帝死后变成了杜鹃鸟，春天时会大声鸣叫，提醒人们从事农业生产，因此每年端午节期间，庙内都会举行一年一度的祭祀活动和望丛赛歌会，表达对望帝的感激之情。这已成为汉民族唯一保存下来的赛歌形式，这一传统也已经列为四川省非物质文化遗产。

## 保护
1991年4月16日，四川省人民政府宣布望丛祠为第三批省级文物保护单位。1994年12月14日，四川省人民政府公布了望丛祠的保护范围和建设控制地带。保护区在祠堂现有红墙内；建设控制地带为红墙外延200米。

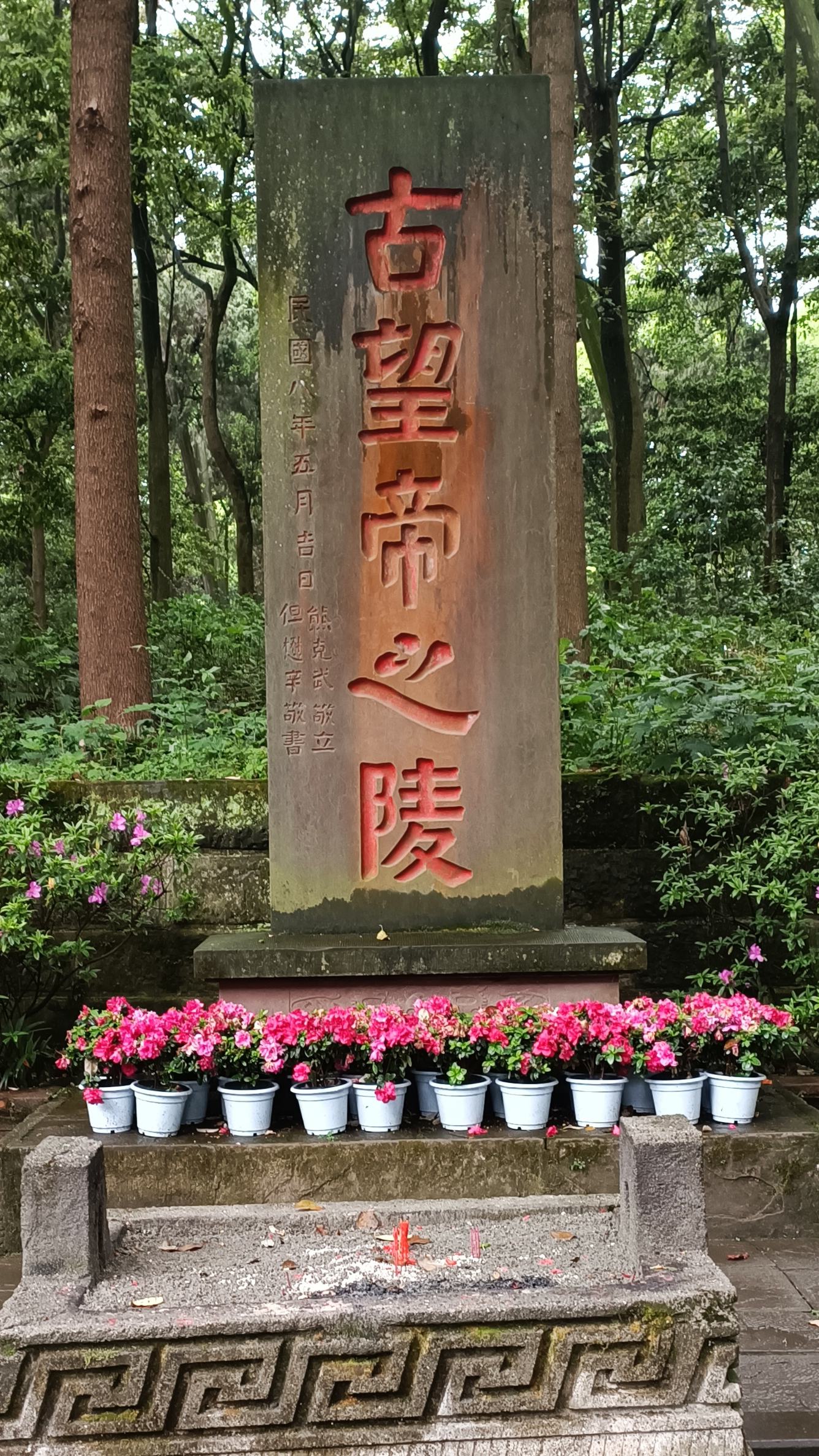
古望帝之陵
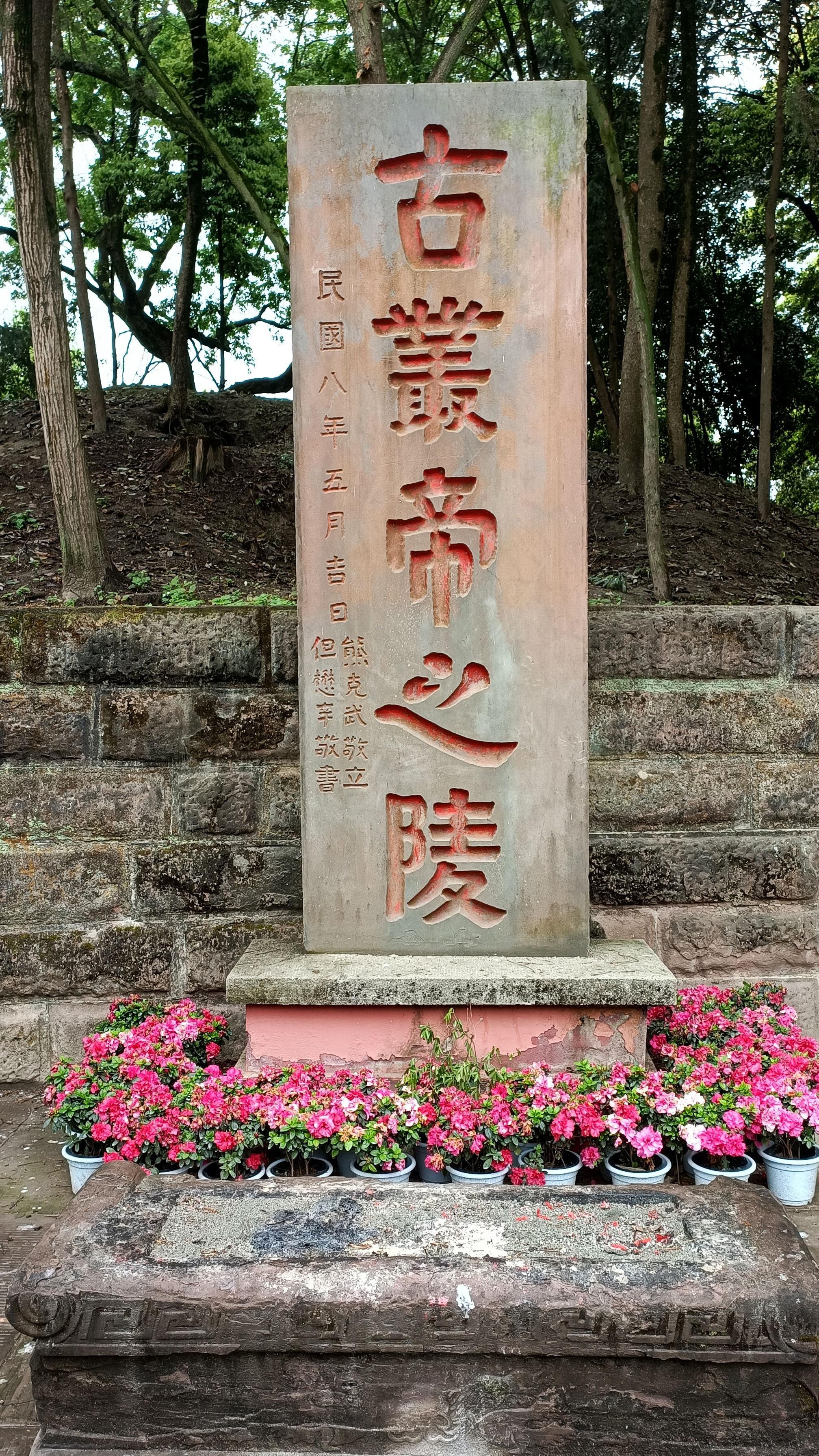
古丛帝之陵
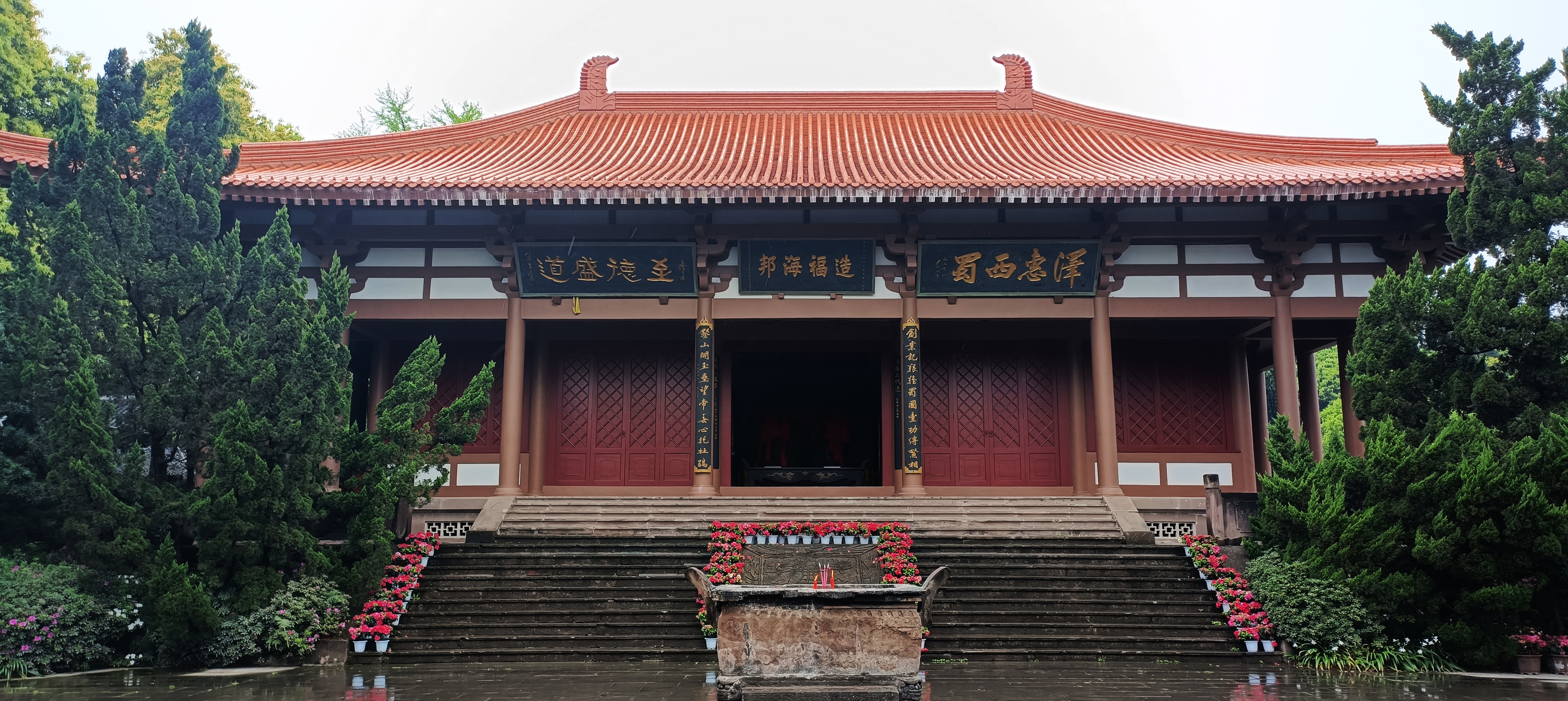
望帝叢帝紀念館
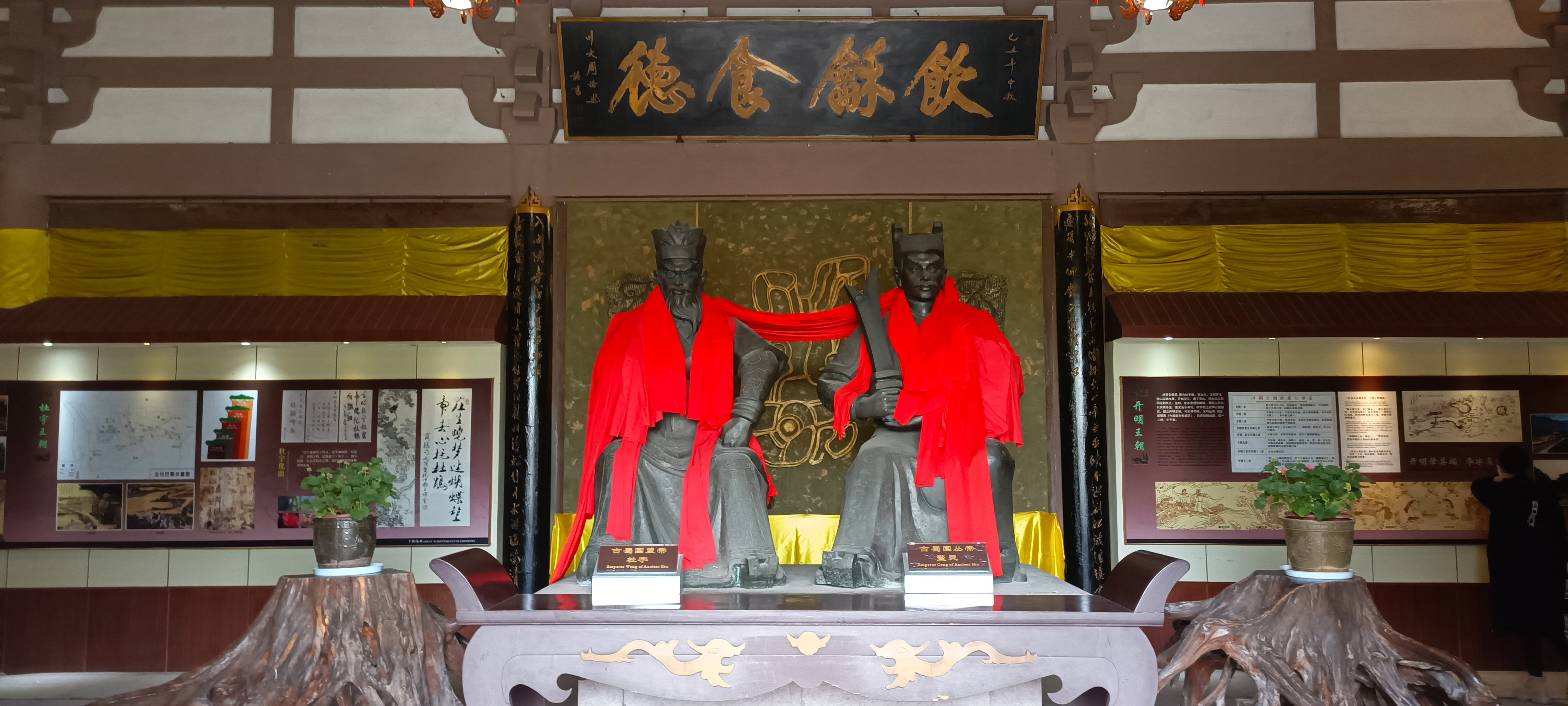
望帝丛帝像
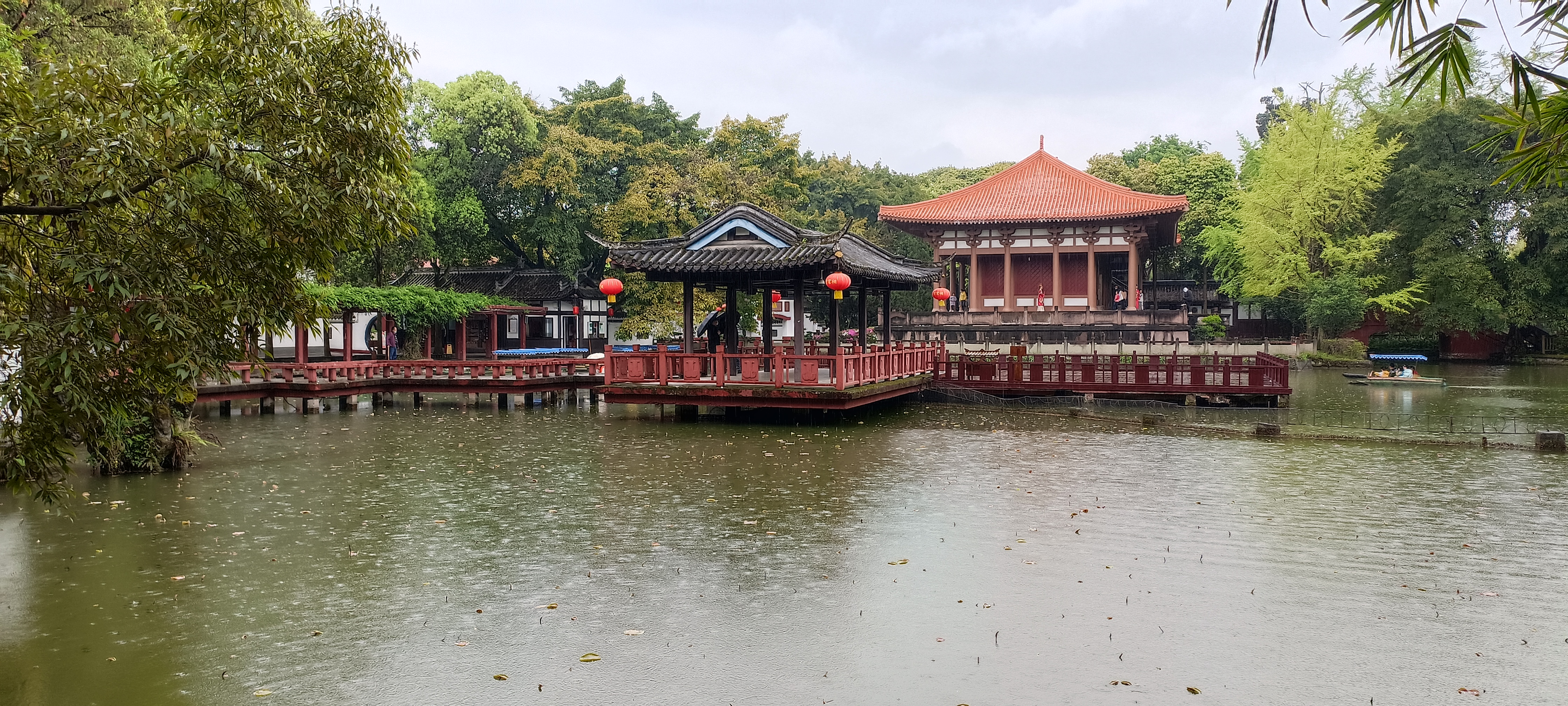
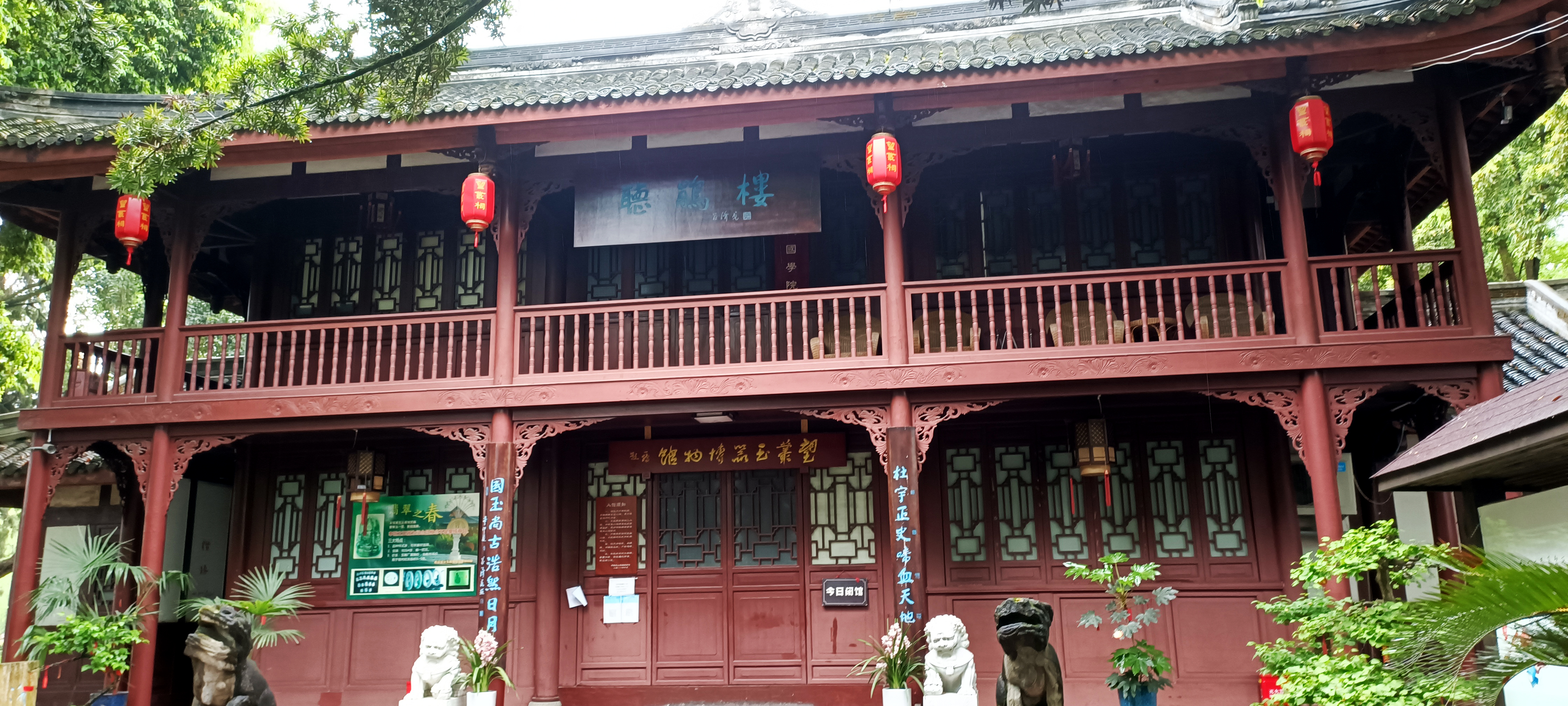
听鹃楼
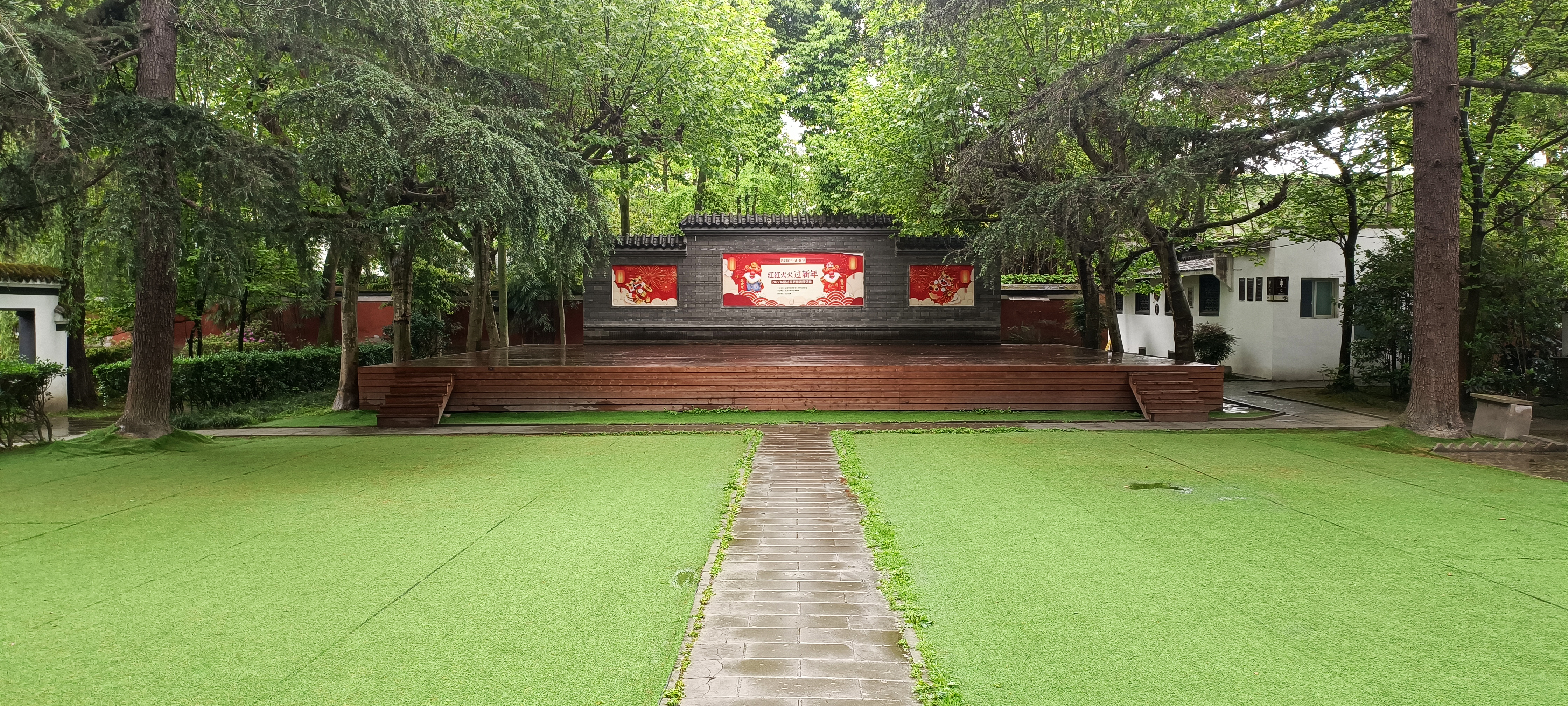
东歌台
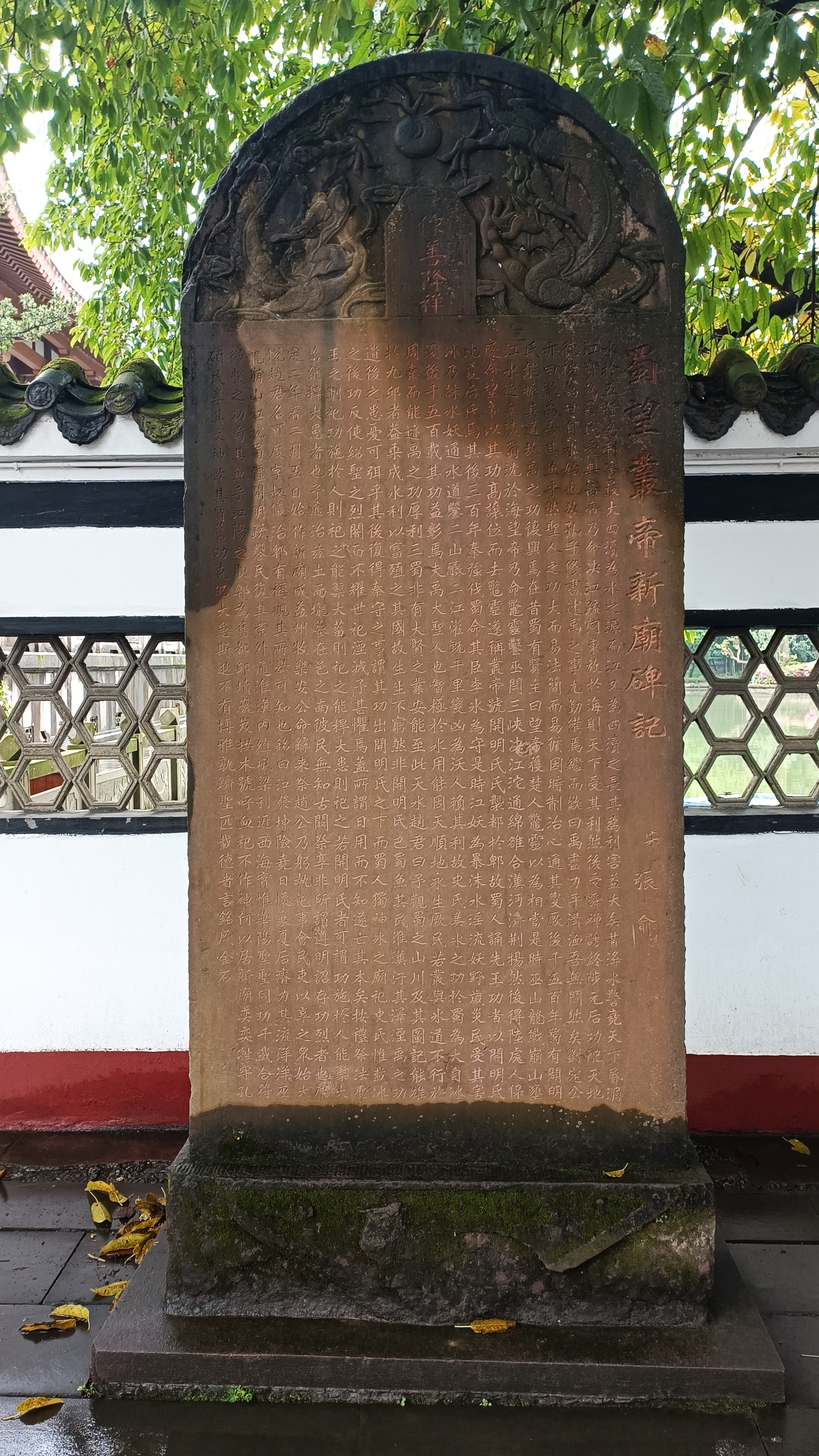
蜀望丛帝新庙碑记
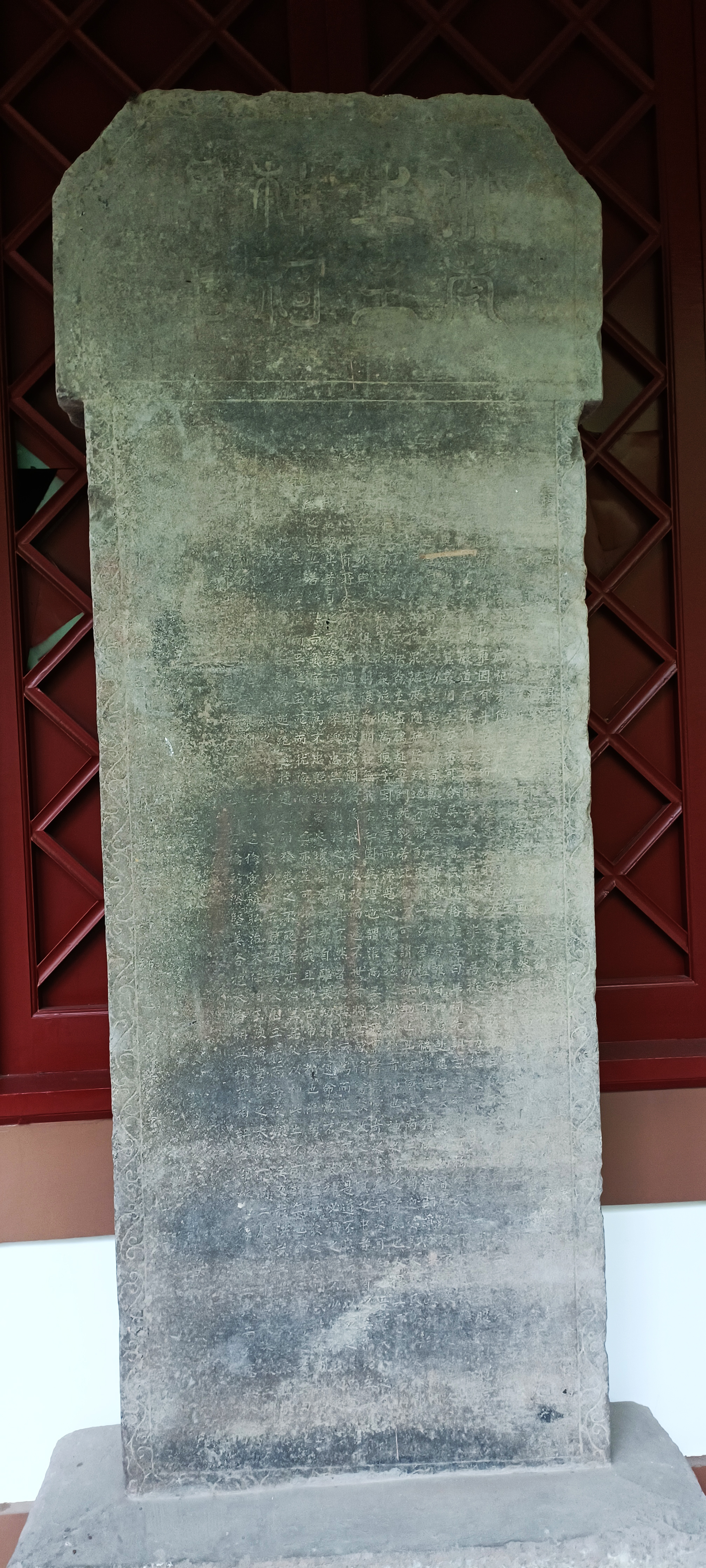
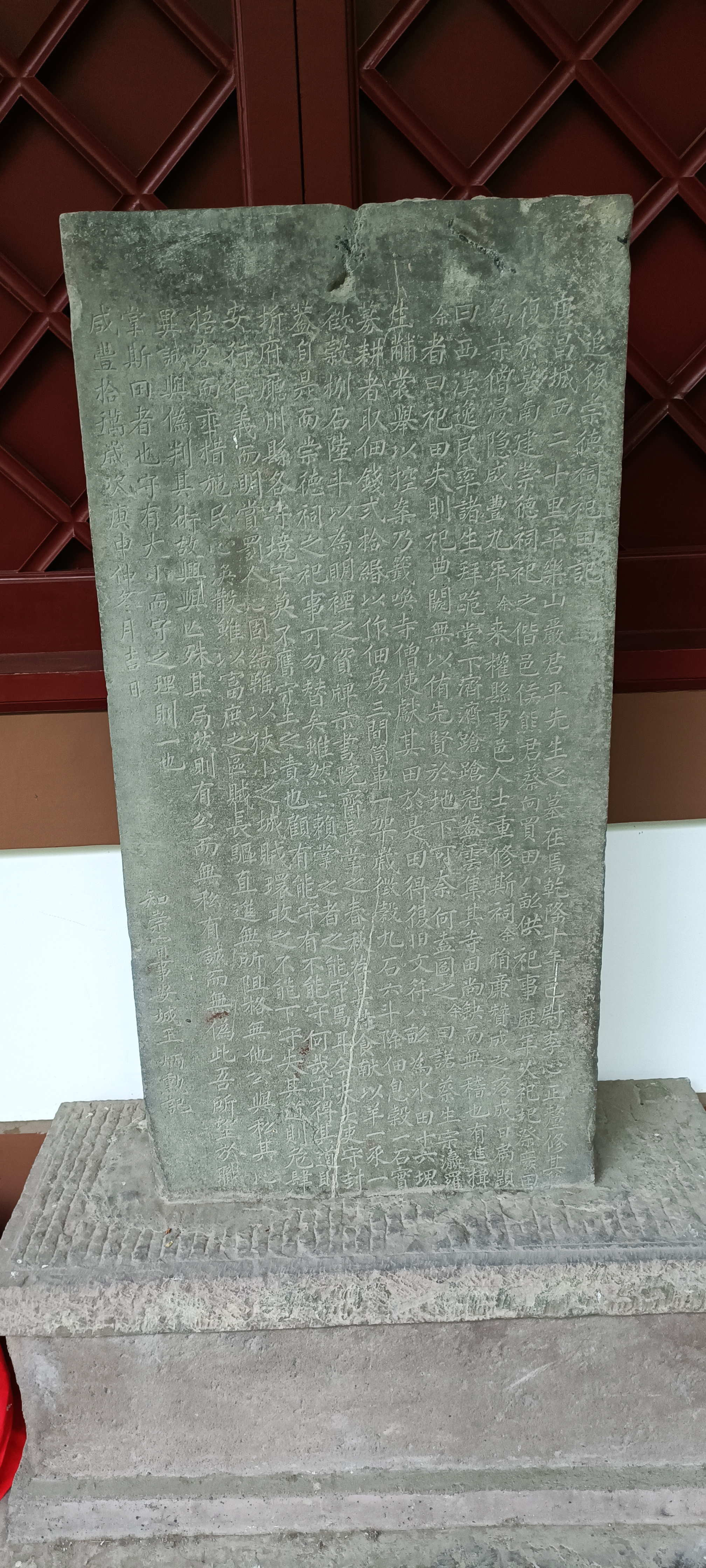
追復崇德祠祀田記
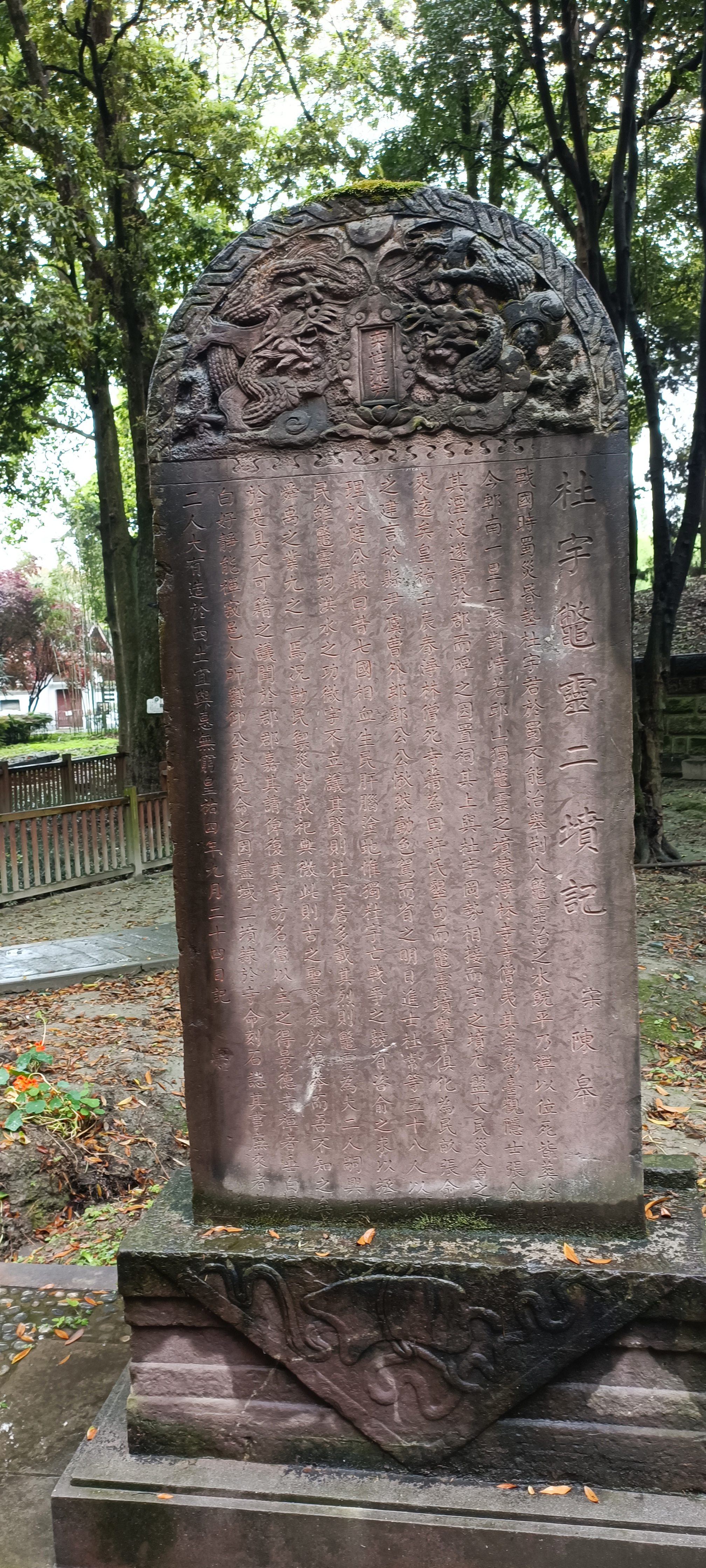
杜宇鼈靈二墳記